# Kontrafagott
A kontrafagott fafúvós hangszer, a fagottnak egy oktávval mélyebben megszólaló rokonhangszere. 
Közel hat méter hosszú, kónikus furatú csöve a használhatóság érdekében kétszer meg van törve, így a hangszer hozzávetőleg másfél méteresre „rövidül” a fémláb nélkül. Tölcsére lefelé irányul. Nádnyelve szélesebb a fagotténál, ezért némi „zizegő” hangot ad, ami olykor a nagybőgőére emlékeztet.
Az először 1619-ben Michael Praetorius által említett hangszer ma ismert alakja a 19. században alakult ki. Szimfonikus zenekarokban általában az egyik fagottos váltóhangszereként szólal meg. Transzponáló hangszer, szólama egy oktávval mélyebben hangzik, mint ahogy írva van. A kontrafagotton való játék jóval nehezebb, mint fagotton.
Korunk legismertebb kontrafagottosa Raimondo Inconis ( *1959).

## Ismertebb előfordulásai
fagotttal együtt
- Haydn: Esz-dúr szimfónia (No. 103.) – Bevezető adagio
- Haydn: Teremtés, No.11.  E-betűtől a végéig
- W. A. Mozart: Requiem, Domine Jesu tétel, M-betűtől
- J.Brahms: D- dúr hegedűverseny II. tétel – 2. fagott
- P. I. Csajkovszkij: 4. szimfónia 2. tétel 1. szólam 274-290. ütemig, 300-végig
- Bartók Béla: Magyar képek – Medvetánc
- Bartók B.: Concerto II. tétel – 2. és 3. fagotű
- Maurice Ravel: G-dúr zongoraverseny 14-16 számig, 2.fagott szólam.

csak kontrafagott
- Dohnányi Ernő: Variációk egy gyermekdalra IV. variáció
- Maurice Ravel:  Lúdanyó meséi III. tétel szóló

## Kapcsolódó oldalak
- Nádnyelves hangszerek
- Szarruszofon